# Clifford Stine
Clifford Stine (* 24. März 1906 in Kalifornien; † 12. Februar 1986 in Pomona, Kalifornien) war ein US-amerikanischer Kameramann.

## Leben
Clifford Stine begann seine Tätigkeit beim Film als 2. Kameraassistent bei den DeMille-Studios. In der Funktion als 1. Kameraassistent war er an den Dreharbeiten von King Kong und die weiße Frau beteiligt. In seiner weiteren Berufslaufbahn entwickelte er sich zum Experten für Spezialeffekte. Er war außerdem einer der wenigen Kameramänner, die das 3D-Filmverfahren anwenden konnten. Die Filme, für die Stine als Chefkameramann verantwortlich war, sind weniger bedeutsam als diejenigen, für die er Spezialeffekte und zusätzliche Aufnahmen vornahm. 

## Filmografie (Auswahl)
Kamera
- 1949: Tödlicher Sog (Undertow)
- 1951: Ein Wochenende mit Papa (Weekend with Father)
- 1952: Hat jemand meine Braut gesehen? (Has Anybody Seen My Gal)
- 1952: Bronco Buster
- 1953: Abbott and Costello Go to Mars
- 1953: Gefahr aus dem Weltall (It Came from Outer Space)
- 1953: Der letzte Rebell (Wings of the Hawk)
- 1953: Die Hand am Colt (Law and Order)
- 1953: Gefangene des Dschungels (East of Sumatra)
- 1955: Metaluna IV antwortet nicht (This Island Earth)
- 1955: Rauchsignale (Smoke Signal)
- 1960: Die Unerbittlichen (Hell Bent for Leather)
- 1960: Spartacus
- 1961: Die gnadenlosen Vier (Posse from Hell)
- 1962: Der Fuchs geht in die Falle (For Love of Money)
- 1962: Der häßliche Amerikaner (The Ugly American)
- 1963: Zwei erfolgreiche Verführer (Bedtime Story)
- 1963: Mein Zimmer wird zum Harem (The Brass Bottle)
- 1964: Das Schlafzimmer ist nebenan (That Funny Feeling)
- 1965: … und jetzt Miguel (And Now Miguel)
- 1966: Das Mädchen aus der Cherry-Bar (Gambit)
- 1966: Der Pirat des Königs (The King’s Pirate)
- 1966: Vierzig Draufgänger (Follow me, Boys!)
- 1967: Rosie
- 1969: A Talent for Loving

Spezialeffekte
- 1955: Tarantula
- 1957: Die unglaubliche Geschichte des Mister C. (The Incredible Shrinking Man)
- 1957: Der Engel mit den blutigen Flügeln (Battle Hymn)
- 1958: Der Schrecken schleicht durch die Nacht (Monster on the Campus)
- 1959: Unternehmen Petticoat (Operation Petticoat)
- 1964: The Creeping Terror